# Tørring Kirke (Hedensted Kommune)
 For alternative betydninger, se Tørring Kirke. (Se også artikler, som begynder med Tørring Kirke)
Tørring Kirke er en kirke i Tørring Sogn, Vrads Herred, Haderslev Stift og Tørring-Uldum Kommune, Vejle Amt. Den er formentlig opført omkring år 1200 som så mange andre danske landsbykirker. Den ligger på et højtliggende sted og har ved sin opførelse ligget vest for eller i den vestligste del af den oprindelige landsby.
De oprindelige dele, kor og skib, er bygget i granitkvadre på skråkantsokkel. Byggestilen har, som ved alle danske landsbykirker fra dette tidsrum, været den såkaldte romanske, dvs. at buerne er runde. Ingen af de oprindelige vinduer er bevaret. Mod nord i skibet er der et, godt nok også i rundbuet stil, men væsentlig større end originale romanske vinduer plejer at være, så det må være en senere udvidelse, vi her står overfor. I korets nordside er et tilsvarende stort rundbuet vindue tilmuret, men et vindue i samme størrelse på korets sydside er bevaret. En rest af et rundbuet vindue – eller er det en art niche? – kan ses på korets bagvæg.
Af kirkens oprindelige to døre er kun norddøren bevaret i forbindelse med våbenhuset, mens syddøren på et tidspunkt er blevet tilmuret. Spor af syddøren er i dag helt forsvundet på grund af tilbygningen mod syd.

## Den første store ombygning.
Formentlig omkring 1500 er den første store ombygning af den oprindelige kirke sket. Kirken har fået hvælvinger og skibet er forlænget nogle meter mod vest. I 1500-tallet er kirkens kalkmalerier kommet til. Som så mange andre steder blev de senere kalket over, hvilket reddede dem. De blev frilagt i 1903. Våbenhuset, der er opført i mursten, antages også at stamme fra fra denne tid. Noget senere er tårnet tilføjet, formentlig omkring 1600, idet de to årstal i smedejern på tårnet (1634 og 1794) må referere til tilbygninger eller reparationer. Tårnet er bygget i mursten.

## Den anden store ombygning.
I forbindelse med anlægget af privatbanen og Ny Tørrings grundlæggelse voksede indbyggertallet i sognet betragteligt. Så der føltes et behov for en udvidelse af kirken. Denne fandt sted i 1916, hvor skibets sydvæg blev gennembrudt og et sideskib med to gavle blev tilføjet. Arkitektonisk var det ikke vellykket. Tilbygningen er rimeligt pæn udefra, men ødelægger helhedsindtrykket af kirken.
I 1966 byggedes sakristiet og præsteværelset, også på kirkens sydside.

## Arbejdet for frilæggelsen af kirken.
Kirken ligger i dag frit, midt på "den gamle" kirkegård, men denne fine beliggenhed er af nyere dato. Fra gammel tid lå således syd for kirken, på den nuværende parkeringsplads, et ældre byggeri, der bl.a. havde rummet skole, forsamlingshus, karetmagerværksted og boliger. Denne bygning blev fjernet i 1952, samtidig med at parkeringspladsen blev anlagt.
Nord for kirken anlagdes i 1887 Tørring kommunale skole, der fra 1917 var blevet til en kæmpebygning, der næsten overskyggede kirken. Denne skolebygning blev nedrevet kort efter indvielsen af et helt nyt skolebyggeri i 1988. Dermed var kirken frilagt.

## Eksterne kilder og henvisninger
- Træk af Tørring Sogns Historie. Især udgaven fra 1992 har en fyldig fremstilling.
- Trap: Danmark.
- Jeg ser på kalkmalerier, Politikens Forlag
- http://www.toerring-sogn.dk/ Arkiveret 3. november 2005 hos  Wayback Machine – som er en meget fin fremstilling med et glimrende billedmateriale, bl. af kirkens indre.
- http://www.kalkmalerier.dk/ – Nationalmuseet database over kalkmalerier, som dog ikke yder kirkens malerier retfærdighed.
- Tørring Kirke hos KortTilKirken.dk
- Tørring Kirke hos danmarkskirker.natmus.dk (Danmarks Kirker, Nationalmuseet)

- Wikimedia Commons har flere filer relateret til Tørring Kirke (Hedensted Kommune)